# Ein feste Burg ist unser Gott BWV 80
Ein feste Burg ist unser Gott (in tedesco, "Una solida fortezza è il nostro Dio") BWV 80 è una cantata di Johann Sebastian Bach.

## Storia
La versione che oggi conosciamo, catalogata BWV 80, è una revisione tratta dalle delle cantate Alles, was von Gott geboren BWV 80a (eseguita il 15 marzo 1715 a Weimar) ed Ein feste Burg ist unser Gott BWV 80b (eseguita a Lipsia fra il 1728 ed il 1731). La BWV 80 venne eseguita a Lipsia fra il 1735 ed il 1740.
La cantata, nella forma che oggi conosciamo, venne assemblata per celebrare la solennità luterana del Giorno della Riforma. A causa di questa particolare destinazione, la melodia venne citata nel finale della sinfonia Riforma di Felix Mendelssohn.
Il libretto è di Salomon Franck e alterna versi dell'omonimo inno di Martin Lutero.

## Struttura
La cantata è composta per soprano solista, contralto solista, tenore solista, basso solista, tromba I, II e III, timpani (le trombe e i timpani vennero aggiunti da Wilhelm Friedemann Bach), oboe I e II, violino I e II, viola, violone e basso continuo ed è suddivisa in otto movimenti:
1. Coro: Ein feste Burg ist unser Gott, per tutti.
2. Aria e corale: Alles, was von Gott geboren, per basso, soprano, oboe, violini, viola e continuo.
3. Recitativo: Erwäge doch, Kind Gottes, per basso e continuo.
4. Aria: Komm in mein Herzenshaus, per soprano e continuo.
5. Corale: Und wenn die Welt voll Teufel wär', per tutti.
6. Recitativo: So stehe denn bei Christi blutgefärbten Fahne, per tenore e continuo.
7. Duetto: Wie selig sind doch die, die Gott im Munde tragen, per contralto, tenore, oboe, violino e continuo.
8. Corale: Das Wort sie sollen lassen stahn, per tutti.